# شته
شَته‌ها نوعی حشرهٔ مکنده هستند که در بریتانیا و کشورهای مشترک‌المنافع به‌عنوان شپش بوته یا مگس سفید هم شناخته می‌شوند، این گونهٔ خاص حشرات کوچکی هستند شیرهٔ گیاهان را می‌مکند و عضو طبقه آرایه‌شناختی Aphidoidea هستند، بسیاری از گونه‌ها سبز هستند اما معمولاً در برخی گونه‌ها شته سفید پشمالو یا سیاه و سفید هم وجود دارد همانند شته سیاه و سفید باقلا سبز، شته از مخرب‌ترین آفات گیاهان کشت شده در مناطق معتدله است، آسیب آنها به گیاهان باعث شده که در سراسر جهان تبدیل به بزرگ‌ترین دشمن باغبان‌ها و کشاورزان شوند، از دیدگاه جانورشناسی آنها یک گروه بسیار موفق از موجودات زنده هستند، موفقیت‌های آنها نتیجهٔ بخشی از زندگی آنها مثلاً قابلیت تولید مثل غیرجنسی در برخی از گونه‌ها است
در حدود ۴۴۰۰ گونه از شته‌ها شناخته شده که همگی در خانوادهٔ شته‌ها جای می‌گیرند، در حدود ۲۵۰ گونه از این حشره به عنوان آفات جدی برای کشاورزی و جنگل‌داری شناسایی شده که طول آنها از ۱ تا ۱۰ میلی‌متر متفاوت است، دشمنان طبیعی شته‌ها عبارت هستند از کفشدوزک‌ها و عمدتاً کفشدوزک شکارگر، همچنین لارو مگس گلزار، زنبور انگل‌واره یا پاراتیزوئید، پشه شته‌خوار، عنکبوت، خرچنگ، و قارچ بیمارگر حشرات مانند لکانی‌سیلیوم و انتیموف‌تورال از دیگر نابود کنندگان شته‌ها هستند
از انواع شته می‌توان به شته گردو، شته پشت‌شناکن معمولی و شته آبی اشاره کرد.